# Montpellier Hérault Rugby

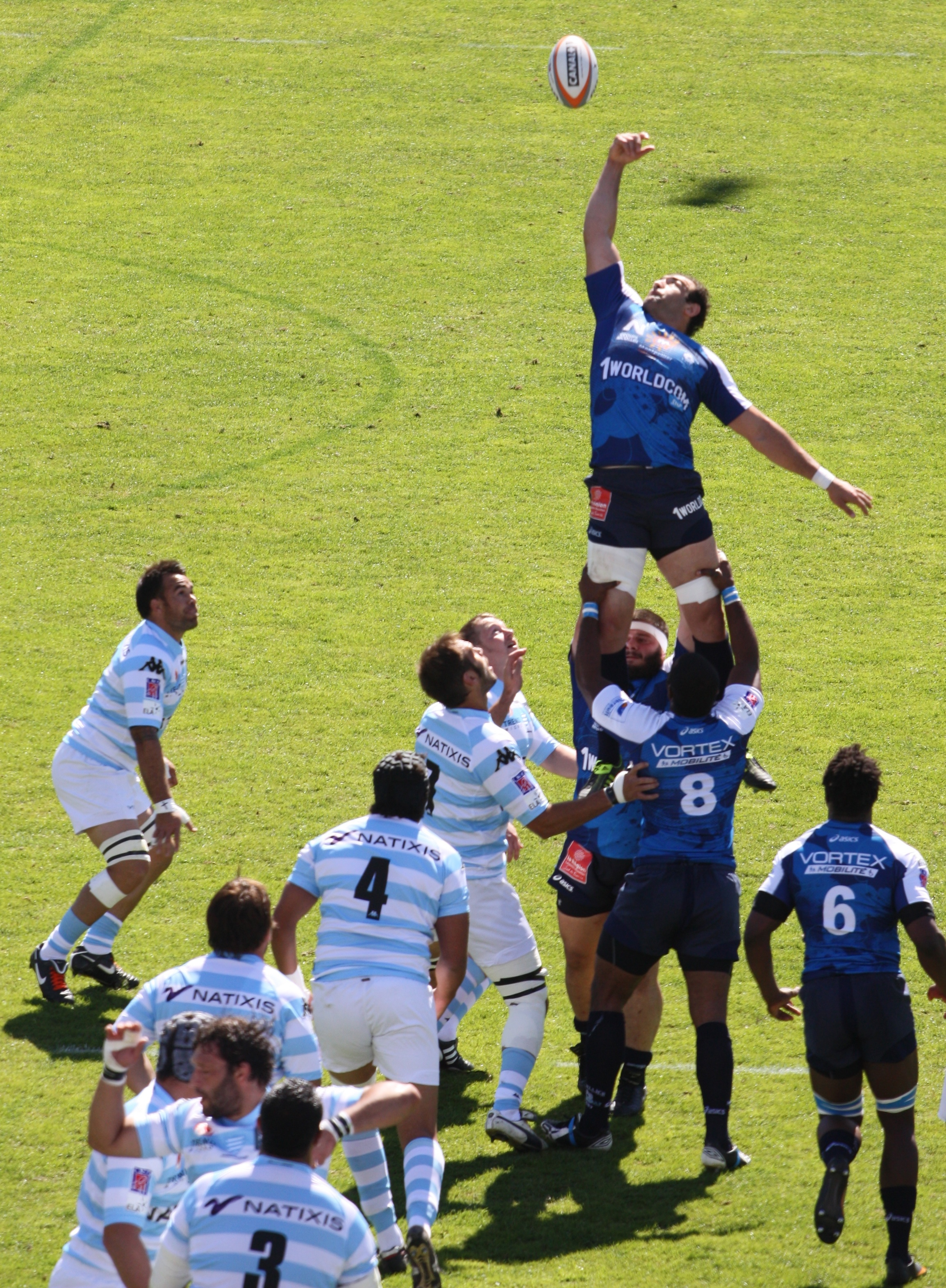
Een line-out in een in de halve finale om het landskampioenschap tussen Montpellier HR (donkerblauw) en Racing Métro 92 (lichtblauw-wit) in mei 2011.

Montpellier Hérault Rugby, vaak vereenvoudigd tot Montpellier HR, is een Franse rugbyclub uit Montpellier. In 2011 haalde de club voor het eerst de finale om het landskampioenschap, welke zij verloor van Toulouse. Montpellier HR speelt haar thuiswedstrijden in het stade Yves-du-Manoir waar plaats is voor 14.700 toeschouwers.

## Geschiedenis
De club is in 1986 ontstaan uit een fusie van Stade Montpelliérain en de Montpellier Paillade Sport Club. In 1991 weet de club voor de eerste keer het hoogste Franse niveau te bereiken. Na een aantal keren te hebben gewisseld tussen de twee hoogste Franse rugbyniveaus werd in 2003 het kampioenschap behaald in de Pro D2 waarna men op het hoogste niveau wist te blijven. In 2007 werd Fulgence Ouedraogo de eerste Montpellier-speler die geselecteerd werd voor de Franse nationale ploeg. In mei 2010 werd Fabien Galthié aangesteld als oefenmeester met een contract voor drie seizoenen.

## Erelijst
Challenge de l'Espérance 

1993

## Bekende (oud-)spelers
Fulgence Ouedraogo

 François Trinh-Duc